# 权利法案

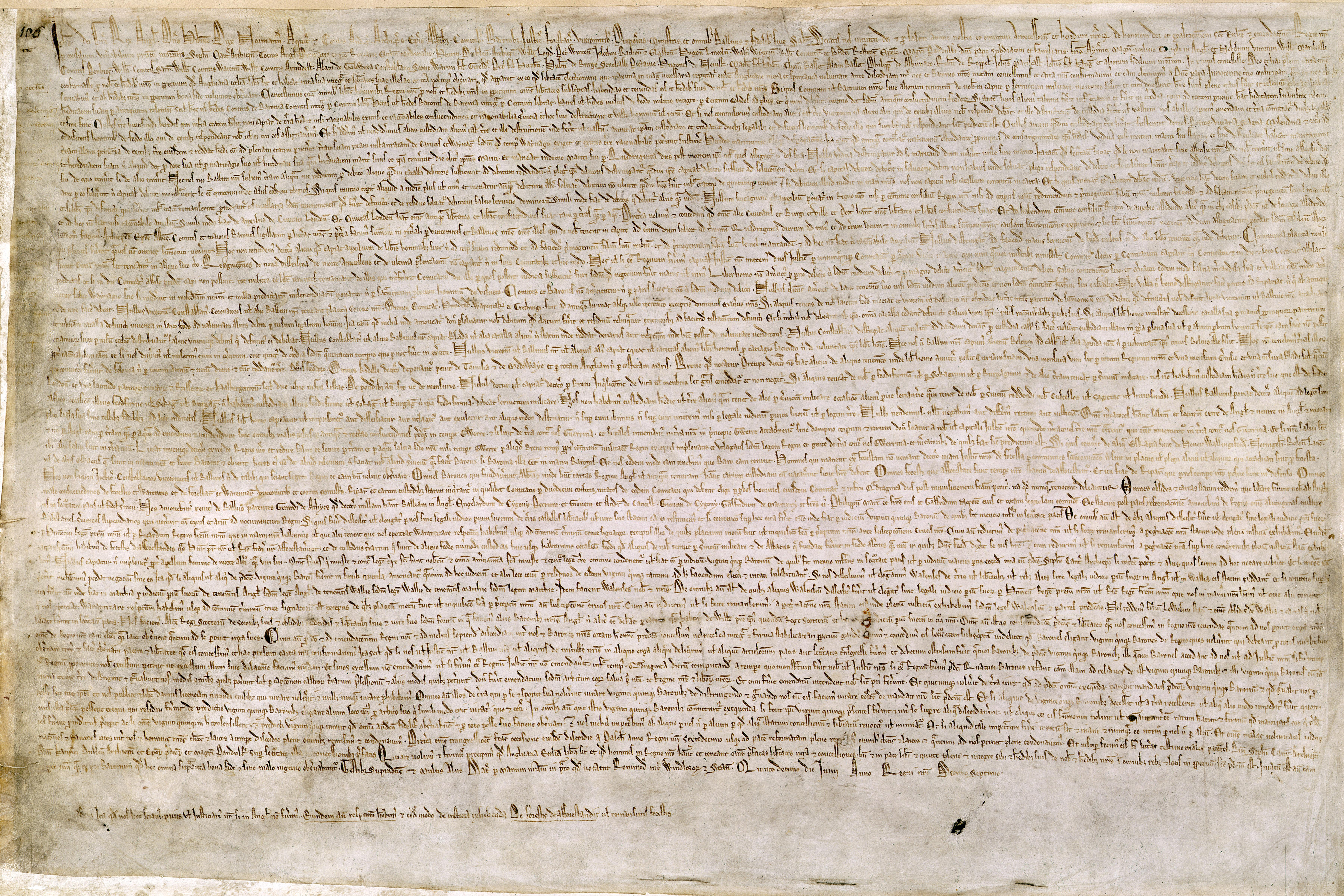
英国《大宪章》

權利法案，有時也稱為權利宣言，是一個國家公民最重要的權利。這些法案的目的是保護這些權利不受公職人員和私人公民的侵害。
未確立的權利法案是正常的成文法，因此立法機關可以隨意修改或廢除。

## 歷史
维护特定群体某些权利的法律宪章的历史可以追溯到中世纪或更早的时期。一个例子就是《大宪章》。在近代早期，人们对《大宪章》重新产生了兴趣。英国普通法法官爱德华·可可爵士认为英国人历史上享有这种权利，从而复兴了基于公民身份的权利观念。經由光榮革命，政治上國會戰勝了國王，由國會於1689年頒布了人權法案，並列出了一些基本權利和自由。
權利法案須被適當的執行及支持，方可有效並確實的保障所列舉的權利。以歷史解釋的角度來看，權利法案是英國君主立憲的重要里程碑。
是一種聲明，根據自由民主社會國家的人民應有的基本權利來制定的。
權利法案有時確立在國家的憲法或基本法之中。
一個確立的權利法案是不受一般的立法機關所管轄的，具有超然的法律地位。在許多憲政體制的政府中，正式的權利法案常被政府認定為是比單獨的法律本體更有權威的依據。而未確立的權利法案則相反，能被後來立法機關所訂定的法令給弱化，且不需要經過人民的投票認可即可修改。由於它的可變性，導致未確立的權利法案難以抵禦腐敗或是專制的立法機構攻擊。
一個成文而未確立的權利法案則是由立法機關所訂定的獨立法令。它可以被原制訂機關修改或是取代掉。因此他無法像入憲的權利法案一樣永久的存在。如置於其他的位階中，權利法案的訂定即便是成文法，仍可能如其他法律一般被廢止，也不必然比別的法律更有份量。並非置於任一種法律位階都可以保障權利法案的獨立性。